# ولیپج
ولیپج (به لاتین: Velipojë) یک سکونتگاه مسکونی در آلبانی است که در استان اشکودر واقع شده‌است.

## خصوصیات
ولیپج ۸٬۰۲۶ نفر جمعیت دارد و ۰ متر بالاتر از سطح دریا واقع شده‌است.